# Indian Space Research Organisation

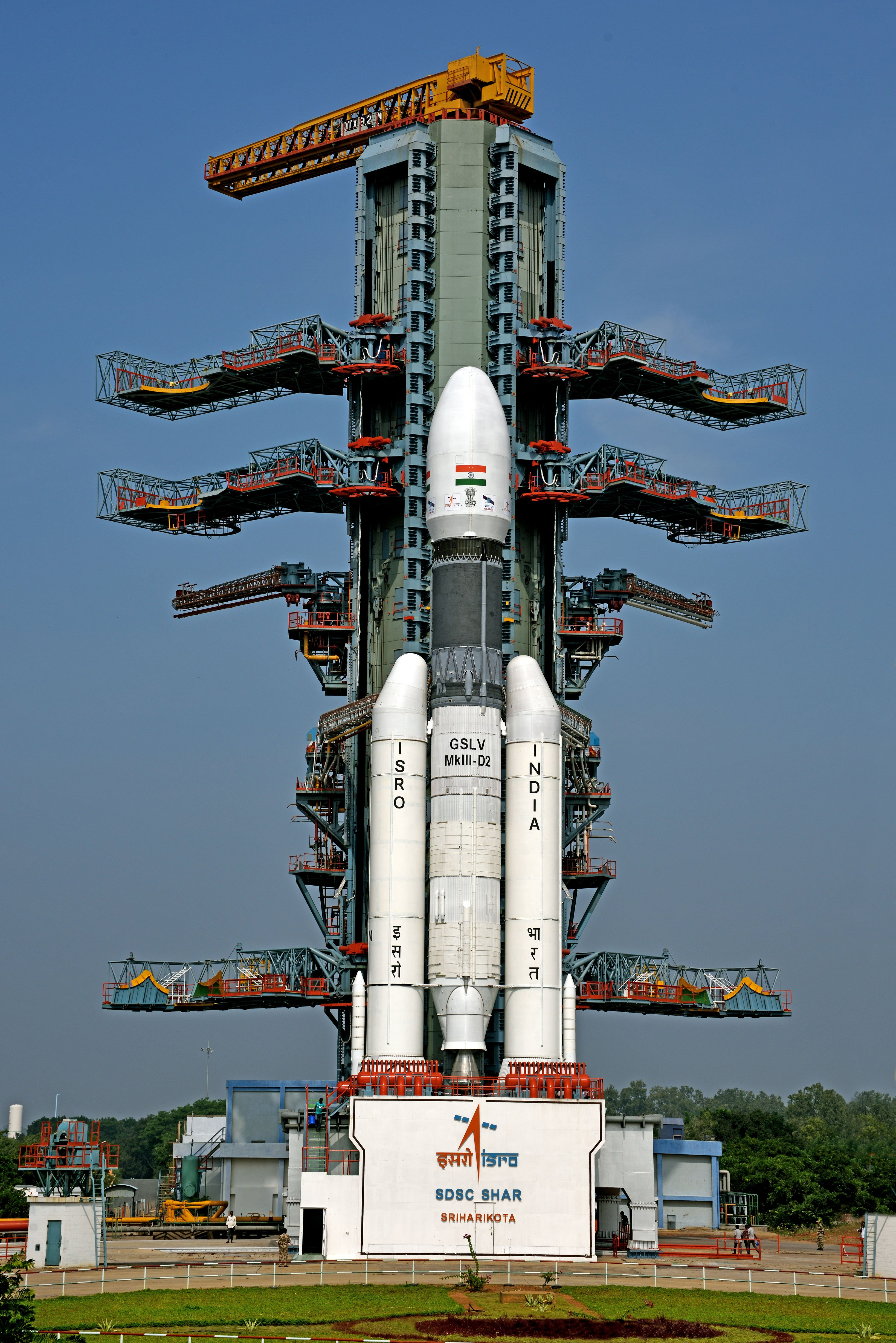
De LVM3, eerder GSLV MKIII genaamd, is de krachtigste Indiase draagraket en is voornamelijk ontworpen om satellieten in een geostationaire baan te brengen

De Indian Space Research Organisation, letterlijk Indiase Ruimte Onderzoek Organisatie, afgekort tot ISRO is de tegenhanger van het European Space Agency (ESA) en het National Aeronautics and Space Administration (NASA). De ISRO is opgericht in 1969, met als bezielende kracht dr. Vikram Sarabhai. De organisatie heeft haar hoofdkantoor in Bangalore en heeft ongeveer 20.000 mensen in dienst. De lanceerbasis van de ISRO is het Satish Dhawan Space Centre op Sriharikota, waar alle Indiase satellieten gelanceerd worden.

## Geschiedenis
Na het lanceren van de Spoetnik zag dr. Vikram Sarabhai het strategische belang in van satellieten. Onder de vleugels van het Indiase Atoomagentschap begon hij met het oprichten van een ruimtevaartorganisatie. In 1972 kreeg de organisatie officiële rechten van de Indiase overheid en werden de doelstellingen geformuleerd. Die waren onder andere het lanceren van satellieten en indien mogelijk van mensen. De ISRO heeft onder meer de satelliet "EDUSAT" gelanceerd, die was gebouwd om educatieve programma's over heel India te laten zien.
Inmiddels heeft de organisatie ook met succes haar eerste maansondes gelanceerd: Chandrayaan-1 (2008), Chandrayaan-2 (2019) en Chandrayaan-3 (2023). De maanlander Vikram van Chandrayaan-2 stortte neer en de Vikram van Chandrayaan-3 landde bij de zuidpool van de Maan op 23 augustus 2023. In 2017 werden met een lancering meer dan honderd (mini-)satellieten in de ruimte gebracht.
Sinds augustus 2018 is de ISRO actief bezig met de ontwikkeling van een bemande ruimtecapsule genaamd Gaganyaan onder het Indian Human Spaceflight-programma. Deze capsule zou in de toekomst drie mensen in een baan om de aarde moeten brengen en door een LVM3 gelanceerd moeten worden. Eerder werd bij wijze van experiment al een aantal technieken voor bemande ruimtevaart ontwikkeld.
Op 2 september 2023 werd Aditya-L1, een ruimtesonde die vanuit Aarde-Zon Lagrangepunt L1 de Zon zal bestuderen, gelanceerd.
Op 3 augustus 2024 werd de eerste lancering van een gaganyatris (Indiase ruimtevaarder) aangekondigd. Hij of zij met commerciële Crew Dragon-vlucht Axiom Mission 4 het ISS bezoeken.

## Raketten
De eerste orbitale raket van de ISRO was het SLV3 (Satellite Launch Vehicle), deze lichte raket kon satellieten tot 40 kilogram naar een lage baan om de Aarde lanceren. Het lanceertuig bevatte vier rakettrappen met een vastebrandstofmotor. In 1979 voor het eerst een SLV3 gelanceerd. De eerste succesvolle lancering volgde een jaar later. Na vier vluchten waarvan twee succesvol en een gedeeltelijk succesvol werd het SLV3 in 1983 buiten gebruik genomen.
In 1987 debuteerde de iets krachtiger opvolger ASLV (Augmented Satellite Launch Vehicle) die vrachten tot 150 kg naar een lage baan om de aarde kon lanceren. De raket had vijf vastebrandstoftrappen. Belangrijk bij dit rakettype was het op goedkope wijze testen van aanhaakboosters; een techniek die voor latere grotere ISRO-raketten van belang was. De eerste twee vluchten waren niet succesvol. De derde lancering bracht gedeeltelijk succes en de vierde en laatste lancering was succesvol.
Hierop werd het PSLV oftewel Polar Satellite Launch Vehicle ontwikkeld. Deze modulaire raket maakte zijn eerste lancering in 1993 en werd vanaf de tweede lancering succesvol. Doorontwikkelde varianten van deze raket zijn nog steeds in gebruik. De raket is bedoeld om lichte tot medium satellieten naar een polaire baan om de aarde te lanceren maar kan ook andere banen bereiken.
In 2001 debuteerde de krachtiger GSLV alias Geosychronous Satellite Launch Vehicle die gedeeltelijk voortborduurde op de technieken van het PSLV-systeem maar de kracht had om een geostationaire overgangsbaan te bereiken. De GSLV werd vanaf 2010 vervangen door de GSLV-MKII die krachtiger was.
Ondertussen werd al aan een nog krachtiger opvolger die GSLV-mkIII werd genoemd gewerkt. Deze was beduidend anders dan zijn voorgangers. Deze maakte zijn succesvolle demonstratievlucht in 2014 en werd vanaf 2017 in gebruik genomen. In 2023 werd deze hernoemd tot LVM3 (Launch Vehicle Mark-3) en zal in de toekomst ook de bemande Gaganyaan-capsules lanceren.
Met het oog op de markt voor zeer lichte satellieten die sinds 2010 flink was aangetrokken werd een nieuwe raket het SSLV (Small Satellite Launch Vehicle) ontwikkeld. Deze is bedoeld om een nuttige lading tot 500 kilogram in een lage baan om de aarde te brengen. Het SSLV debuteerde in 2022 en maakte in 2023 zijn eerste succesvolle vlucht. 